# هيلج فيرنر
هيلج فيرنر (بالسويدية: Helge Werner)‏ هو مبارز بالسيف سويدي، ولد في 23 أكتوبر 1883 في فارملاند في السويد، وتوفي في 6 فبراير 1953 في ستوكهولم في السويد.

## وصلات خارجية
- هيلج فيرنر على موقع أوليمبيديا (الإنجليزية)
- هيلج فيرنر على موقع اللجنة الأولمبية السويدية (السويدية)